# Aqua Anio Vetus

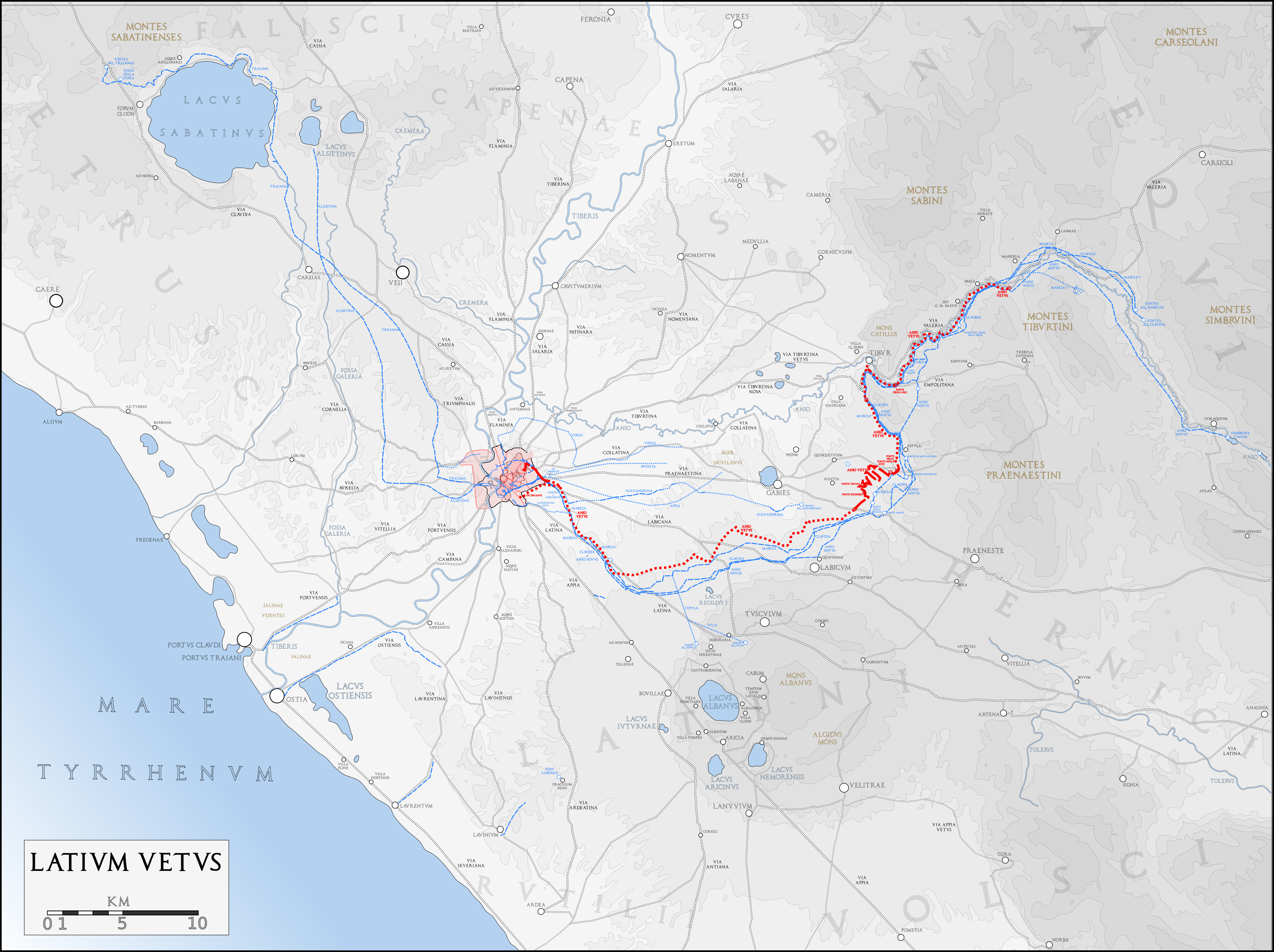
Recorrido de Aqua Anio Vetus (en rojo)

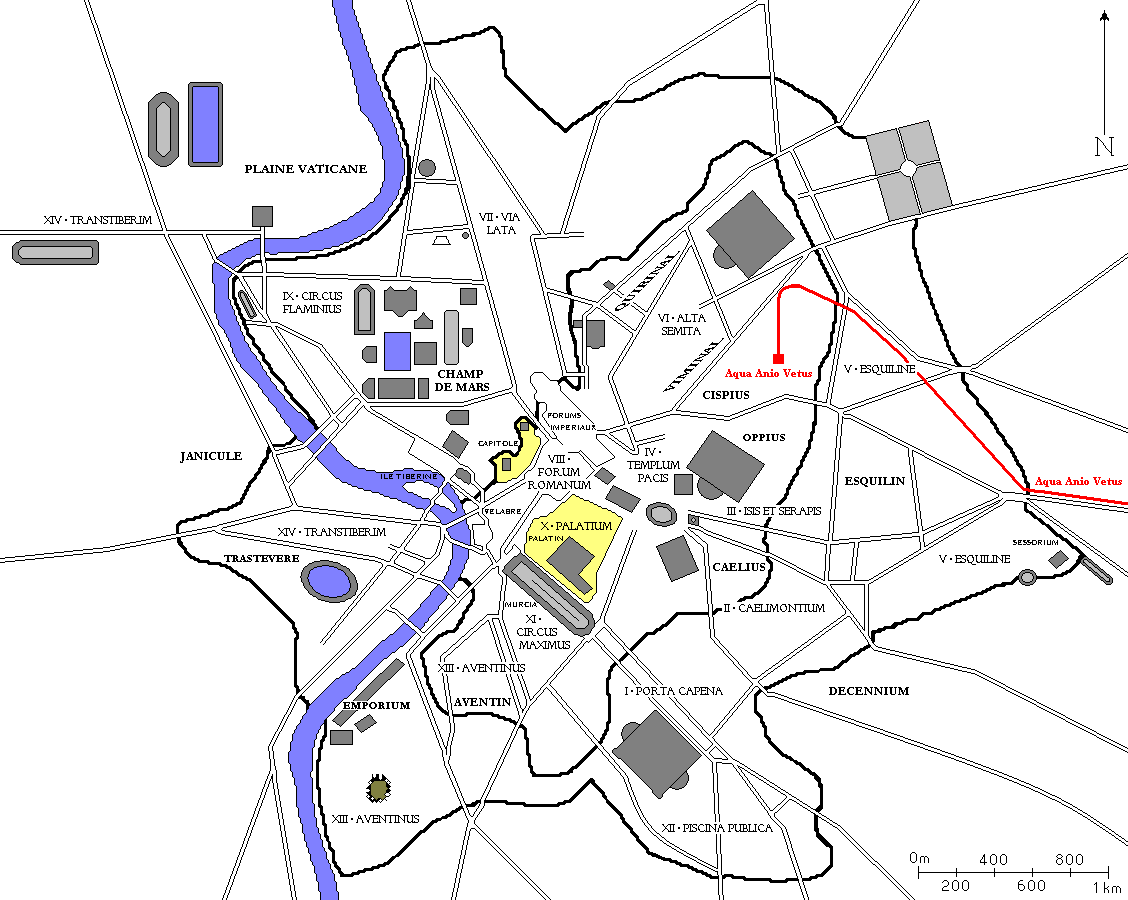
Terminal del Anio Vetus en Roma

El Aqua Anio Vetus fue un antiguo acueducto romano, el segundo más antiguo después del Aqua Appia.
El Anio Vetus fue una obra maestra de ingeniería, especialmente considerando su antigüedad y la complejidad de su construcción. Era cuatro veces más largo que el Aqua Appia, su fuente era mucho más alta, su flujo era más del doble, : §6-20 y abastecía de agua a las cotas más altas de la ciudad. Sin embargo, el Anio Vetus tenía agua fangosa y descolorida : §15 y probablemente no suministró agua potable a la aristocracia romana.
Se aprobó su construcción en el 272 a. C. y se financió con los tesoros incautados tras la victoria contra Pirro de Epiro.  El acueducto tomó agua del río Anio y adquirió el apodo de Vetus ("viejo") sólo  después de que se construyera el Anio Novus casi tres siglos después. : §13 
Dos magistrados fueron designados por el Senado para realizar el proyecto, los censores Manio Curio Dentato (que murió cinco días después del encargo) y Marco Fulvio Flaco. 

## Recorrido

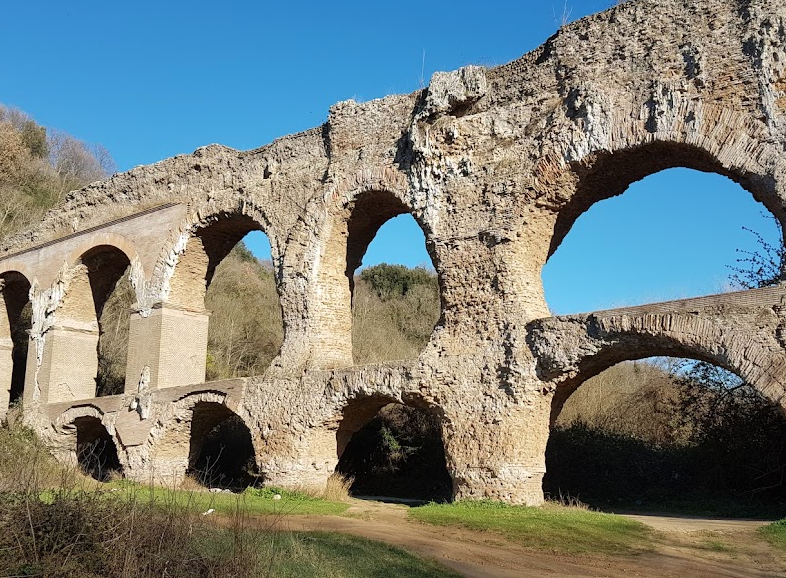
Ponte della Mola

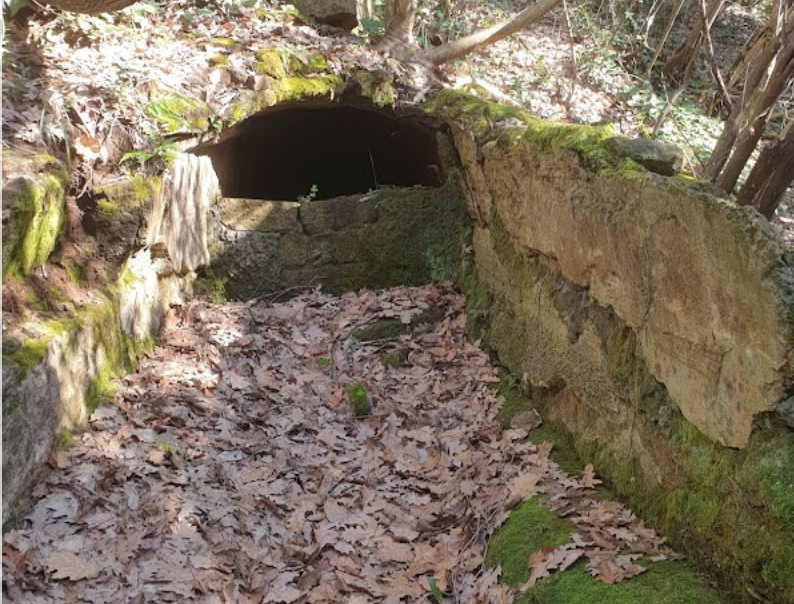
Specus del Ponte della Mola

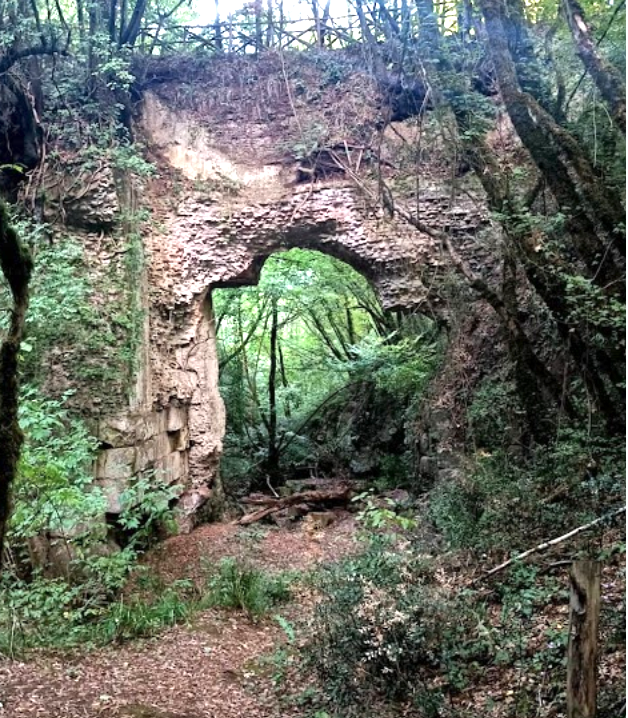
Ponte Taulella

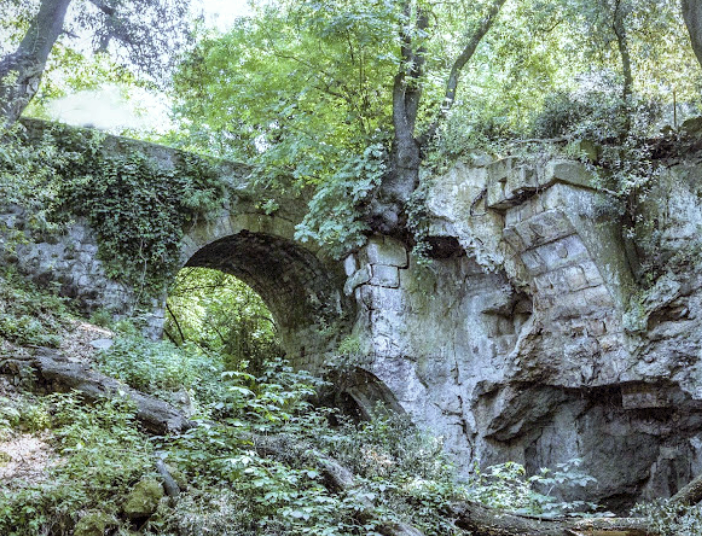
Puente Pischero

Se cree que su fuente está entre Vicovaro y Mandela, 850 m (929,6 yd) aguas arriba del desfiladero de San Cosimato. Al igual que el Aqua Appia, su recorrido era principalmente subterráneo, pero emergía en muchos puntos para cruzar los valles de los ríos, especialmente después de que se usasen puentes con mejor tecnología para acortar su curso considerablemente.
Descendía desde su nacimiento a lo largo del valle hasta Tivoli, donde dejaba el Anio hacia los Montes Albanos hasta cerca de Gallicano, debajo de Palestrina. Cruzaba por debajo de la Vía Latina cerca del séptimo mojón y en el cuarto mojón giraba hacia el noroeste para entrar en Roma.
Entraba en la ciudad bajo tierra en la Porta Praenestina y terminaba dentro de la Porta Esquilina . Solo el 5,8% del flujo total del Vetus suministró a edificios imperiales, : §6–20 una diferencia importante con el Appia, que aportaba casi un 22% a este tipo de edificaciones.
Contaba con 35 castella para la distribución del agua en la ciudad. : §80 
Junto con el acueducto de Appia se realizaron tres importantes restauraciones: en el 144 a. C. por el pretor Quinto Marcio Rex durante la construcción del Aqua Marcia, al agregar un conducto secundario en el área de Casal Morena y otras mejoras; en el 33 a. C. cuando Agripa tomó el control de todo el sistema de agua de la ciudad; y entre el 11 y el 4 a. C. por Augusto. Con este último se construyó un ramal subterráneo, el specus Octavianus, que partía de la actual zona de Pigneto y seguía la Vía Casilina y llegaba hasta la zona donde posteriormente se construyeron las Termas de Caracalla .
Otras restauraciones en los primeros dos siglos d. C. incluyen la construcción de puentes a través de los valles en la ruta para acortar largas desviaciones subterráneas.

## Restos
Todavía existen restos de varios puentes: Ponte Della Mola, Ponte Taulella, y Ponte Pischero.

### Ponte della Mola
El Ponte della Mola es uno de los puentes acueductos más majestuosos y se encuentra cerca del pueblo de San Vittorino. Cruza el arroyo de la Mola con una serie de 22 arcos en su mayoría de dos niveles en una longitud de 155 m (169,5 yd) y una altura de 24,5 m (26,8 yd) . Los recorridos anteriores del acueducto pasaban sobre otros dos puentes que comenzaban aguas arriba y que fueron abandonados sucesivamente cuando sufrieron daños excesivos. Adriano construyó el puente también para acortar la ruta en aproximadamente 1,5 km (0,9 mi) .
El puente es de hormigón romano revestido de opus reticulatum con uso de sillares de toba en los estribos y fábrica de ladrillo para el arco. Tiene una asimetría notable debido a la conexión con los canales originales en cada extremo que tenían niveles muy diferentes en este punto del valle ya que anteriormente seguían un largo bucle. Por tanto, a la pendiente moderada de 1,1 m sobre 142 m de longitud (3½ pies sobre 466 pies) (0,77 %) de los primeros 18 arcos le siguió la considerable pendiente de 4,1 m sobre 25 m (13 pies sobre 82 pies) (16,3 %) de los últimos cuatro arcos, ya que era más seguro perder energía en una cascada corta.
La parte central, un tramo de tres arcos dobles, se derrumbó en 1965 y un cuarto arco doble adyacente pronto fue demolido por su inseguridad.

### Puente Taulella
El puente permitió al Anio Vetus cruzar el desfiladero de Rio Secco y así evitar varios valles a lo largo de la ruta. Primero se construyó en ladrillo, apoyado sobre pilares de opus quadratum de época augustea, reforzados posteriormente con gruesos soportes de opus reticulatum que reducían mucho la anchura del vano. La erosión en la base ahora ha revelado nuevamente las estructuras más antiguas. El nombre del puente deriva de la unidad de medida en vigor en los Estados Pontificios (la Taulella = 72 varas cuadradas)

### Ponte Pischero
El puente cruzaba el desfiladero de Caipoli, con dos arcos paralelos, uno para el acueducto y otro para el viaducto de servicio. Los estribos del puente son de opus quadratum (con sillares de 45 cm [18 pulgadas] a cada lado) reforzado en época augustea con muros de opus reticulatum.
El canal aguas abajo se bloqueó y el agua cayó en el desfiladero en el que una presa retuvo el agua para crear un tanque de sedimentación y otro conducto luego transportó el agua a una torre a través de un sifón y a un nuevo canal (sin pasar por el dilapidado puente inverso). El agua del lago resultante se utilizó para un sistema cercano (quizás un ninfeo o baños termales). Sin embargo, esto creó inestabilidad con el tiempo que condujo lentamente al colapso del puente. El estribo del puente norte descansaba sobre un gran bloque de travertino, que a su vez descansaba sobre un banco de toba volcánica. Aparentemente, el agua actuó como lubricante entre estas estructuras y, probablemente junto con una inundación repentina o un terremoto, el bloque de travertino se deslizó río abajo y provocó el colapso del puente. La inundación resultante provocó el colapso de la presa y la falla de este tramo del acueducto.
En el fondo del desfiladero hay dos habitaciones excavadas en el banco de toba volcánica que probablemente se usaron para albergar a los trabajadores durante la construcción del acueducto y quedaron completamente sumergidas cuando se construyó la presa.